# Sergio Romero
Sergio Germán Romero (Bernardo de Irigoyen, 22 februari 1987) is een Argentijns betaald voetballer die speelt als doelman. Romero debuteerde in 2008 in het Argentijns voetbalelftal.

## Clubcarrière

### Racing Club
Romero stroomde in 2006 door vanuit de jeugd van Racing Club de Avellaneda, op dat moment actief in de Primera División. Hier speelde hij dat seizoen tien competitiewedstrijden. Hij maakt zijn debuut voor Racing Club op 11 februari 2007, in de wedstrijd tegen Nueva Chicago.

### AZ
Romero tekende in 2007 een contract bij AZ, dat circa 1,5 miljoen euro voor hem betaalde. Hier debuteerde hij onder toenmalig coach Louis van Gaal op 30 september 2007,  tijdens een wedstrijd uit tegen Heracles Almelo. Dit vanwege een blessure van eerste doelman Boy Waterman. Vanaf 17 februari 2008 verdedigde hij het doel van AZ de resterende wedstrijden van het seizoen, nadat hij de concurrentiestrijd met Waterman had gewonnen. AZ eindigde dat seizoen op een elfde plaats in de Eredivisie.
Romero werd in het seizoen 2008-2009 Nederlands landskampioen met AZ. Hijzelf werd dat jaar de minst gepasseerde doelman van de competitie, onder meer dankzij een periode van circa 950 minuten achter elkaar zonder tegengoal. Daarmee werd hij vierde op de lijst van langst niet-gepasseerde keepers. Romero brak op 5 maart 2009 zijn hand nadat hij tegen de muur van de kleedkamer sloeg. Dit gebeurde na een nederlaag in de kwartfinale van het toernooi om de KNVB beker tegen NAC Breda (1-2), waarin hij een grote fout maakte, door de bal uit zijn handen te laten glippen.
Hij maakte op 26 april 2009 zijn rentree in het eerste van AZ, nadat keeper Joey Didulica geblesseerd raakte in een duel met Luis Suárez. In de seizoenen 2009/10 en 2010/11 eindigde hij met AZ in de competitie als nummer vijf en nummer vier van de ranglijst. In diezelfde jaren debuteerde hij met de club in eerst de UEFA Champions League en de UEFA Europa League.

### UC Sampdoria
Romero verruilde AZ op 22 augustus 2011 voor UC Sampdoria, dat in het voorgaande seizoen degradeerde naar de Serie B. Er zou een bedrag van circa 3.5 miljoen euro gemoeid zijn met de transfer. Romero debuteerde op 26 augustus voor zijn nieuwe club, in een wedstrijd thuis tegen Calcio Padova (2-2). Hij eindigde dat jaar met Sampdoria op de zesde plaats. Na overwinningen op US Sassuolo en AS Varese 1910 in play-offs, volgde promotie naar de Serie A. Hierin werd hij in het volgende jaar veertiende met zijn ploeggenoten, goed voor behoud.
Sampdoria verhuurde Romero gedurende het seizoen 2013/14 aan AS Monaco, waarmee hij dat jaar tweede werd in de Ligue 1. Zelf kwam hij dat jaar drie competitiewedstrijden in actie. De rest van het seizoen was hij reservekeeper achter Danijel Subašić. Na zijn terugkeer bij Sampdoria was hij ook het grootste gedeelte van het seizoen reserve, achter Emiliano Viviano.

### Manchester United
Romero tekende in juli 2015 een contract tot medio 2018 bij Manchester United, met een optie voor nog een seizoen. De Engelse club lijfde hem transfervrij in na het aflopen van zijn contract bij Sampdoria. Romero kwam hier opnieuw te werken onder Louis van Gaal, die ook zijn coach was bij AZ. Bij Manchester United was hij reservedoelman en werd vooral in de verschillende bekertoernooien gebruikt. In het seizoen 2020/21 zat hij niet meer bij de selectie van het eerste team en medio 2021 liep zijn contract af. In totaal speelde hij 61 wedstrijden voor Manchester United.

### Venezia FC
Op 11 oktober 2021 vond hij in het Italiaanse Venezia FC, dat net naar de Serie A gepromoveerd was, een nieuwe club. Daar werd hij direct eerste doelman en nam de plaats over van Niki Mäenpää. Met de club degradeerde hij.

### Boca Juniors
In augustus 2022 keerde Romero terug naar Argentinië en verbond zich voor tweeënhalf jaar aan Boca Juniors. Met de club werd hij in 2022 direct landskampioen en verloor hij in 2023 de finale om de Copa Libertadores.

## Clubstatistieken
| Seizoen | Club              | Competitie       | Competitie | Competitie | Beker | Beker | Internationaal | Internationaal | Totaal | Totaal |
| Seizoen | Club              | Competitie       | Wed.       | Dlp.       | Wed.  | Dlp.  | Wed.           | Dlp.           | Wed.   | Dlp.   |
| ------- | ----------------- | ---------------- | ---------- | ---------- | ----- | ----- | -------------- | -------------- | ------ | ------ |
| 2004/05 | Avellaneda        | Primera División | 0          | 0          | –     | –     | –              | –              | 0      | 0      |
| 2005/06 | Avellaneda        | Primera División | 0          | 0          | –     | –     | –              | –              | 0      | 0      |
| 2006/07 | Avellaneda        | Primera División | 4          | 0          | –     | –     | –              | –              | 4      | 0      |
| 2007/08 | AZ                | Eredivisie       | 12         | 0          | 0     | 0     | 1              | 0              | 13     | 0      |
| 2008/09 | AZ                | Eredivisie       | 28         | 0          | 3     | 0     | –              | –              | 31     | 0      |
| 2009/10 | AZ                | Eredivisie       | 27         | 0          | 3     | 0     | 6              | 0              | 36     | 0      |
| 2010/11 | AZ                | Eredivisie       | 23         | 0          | 3     | 0     | 5              | 0              | 31     | 0      |
| 2011/12 | UC Sampdoria      | Serie B          | 30         | 0          | 0     | 0     | –              | –              | 30     | 0      |
| 2012/13 | UC Sampdoria      | Serie A          | 32         | 0          | 1     | 0     | –              | –              | 33     | 0      |
| 2013/14 | → AS Monaco       | Ligue 1          | 3          | 0          | 6     | 0     | –              | –              | 9      | 0      |
| 2014/15 | UC Sampdoria      | Serie A          | 10         | 0          | 1     | 0     | –              | –              | 11     | 0      |
| 2015/16 | Manchester United | Premier League   | 4          | 0          | 2     | 0     | 4              | 0              | 10     | 0      |
| 2016/17 | Manchester United | Premier League   | 2          | 0          | 4     | 0     | 12             | 0              | 18     | 0      |
| 2017/18 | Manchester United | Premier League   | 1          | 0          | 7     | 0     | 2              | 0              | 10     | 0      |
| 2018/19 | Manchester United | Premier League   | 0          | 0          | 5     | 0     | 1              | 0              | 6      | 0      |
| 2019/20 | Manchester United | Premier League   | 0          | 0          | 8     | 0     | 9              | 0              | 17     | 0      |
| 2020/21 | Manchester United | Premier League   | 0          | 0          | 0     | 0     | 0              | 0              | 0      | 0      |
| 2021/22 | Venezia           | Serie A          | 16         | 0          | 0     | 0     | 0              | 0              | 16     | 0      |
| 2022/23 | Boca Juniors      | Primera División | 23         | 0          | 13    | 0     | 13             | 0              | 49     | 0      |
| 2023/24 | Boca Juniors      | Primera División | 13         | 0          | 0     | 0     | 2              | 0              | 15     | 0      |
| Totaal  | Totaal            | Totaal           | 229        | 0          | 56    | 0     | 55             | 0              | 340    | 0      |

## Interlandcarrière
Op 8 augustus 2007 werd Romero voor het eerst opgenomen in de Argentijnse selectie voor een vriendschappelijke interland tegen Noorwegen. Daarna werd hij nogmaals opgeroepen voor de wedstrijd tegen Australië.
Romero was de doelman van het Argentijns elftal tot 20 jaar dat in 2007 in Canada wereldkampioen werd en van de gouden olympische ploeg van 2008.
Bondscoach Maradona promoveerde hem tot eerste keeper van het nationale team van Argentinië.
Hij maakte zijn debuut op 9 september 2009 in de met 1–0 verloren WK 2010-kwalificatiewedstrijd tegen Paraguay. Op 14 oktober 2009 speelde Romero zijn derde interland. Hij stond in de basis in de wedstrijd tegen Uruguay, waarin Argentinië zich kwalificeerde voor het WK 2010 in Zuid-Afrika.
Op 12 juni 2010 maakte hij zijn debuut op een wereldkampioenschap. Argentinië speelde zijn eerste wedstrijd van de poule, met Romero in de basis, tegen Nigeria. Romero hield zijn doel schoon, en aangezien Argentinië wel scoorde, werd de wedstrijd met 1–0 gewonnen.
Op 22 mei 2018 werd bekend dat Romero toch niet in actie zou komen bij het WK voetbal 2018 in Rusland. De doelman was weliswaar geselecteerd, maar had te veel last van een knieblessure en moest mogelijk een operatie ondergaan. De op dat moment 31-jarige Romero, bij zijn werkgever Manchester United eerste keuze in het bekertoernooi, werd in de finale van de strijd om de FA Cup tegen Chelsea (1-0) al gepasseerd door coach José Mourinho. Ook toen werden aanhoudende knieproblemen als reden opgegeven.
Romero was normaliter de eerste doelman van zijn vaderland. Die rol leek nu weggelegd voor Franco Armani, die in eigen land bij CA River Plate onder de lat staat. Willy Caballero, meestal reserve bij Chelsea, maakte ook deel uit van de Argentijnse selectie van bondscoach Jorge Sampaoli. De Argentijnse voetbalbond AFA riep Nahuel Guzman op als vervanger van Romero. Hij komt uit voor het Mexicaanse Tigres UANL.

## Erelijst
| Competitie           |        |         |    |    |
| Competitie           | Aantal | Jaren   |    |    |
| AZ                   | AZ     | AZ      | AZ | AZ |
| -------------------- | ------ | ------- | -- | -- |
| Kampioen Eredivisie  | 1x     | 2008/09 |    |    |
| Johan Cruijff Schaal | 1x     | 2009    |    |    |
| Manchester United    |        |         |    |    |
| UEFA Europa League   | 1x     | 2016/17 |    |    |
| FA Cup               | 1x     | 2015/16 |    |    |
| League Cup           | 1x     | 2016/17 |    |    |
| FA Community Shield  | 1x     | 2016    |    |    |
| Boca Juniors         |        |         |    |    |
| Primera División     | 1x     | 2022    |    |    |
| Supercopa Argentina  | 1x     | 2022    |    |    |

| Competitie              | Winnaar        | Winnaar        | Runner-up      | Runner-up      | Derde          | Derde          |
| Competitie              | Aantal         | Jaren          | Aantal         | Jaren          | Aantal         | Jaren          |
| Argentinië –20          | Argentinië –20 | Argentinië –20 | Argentinië –20 | Argentinië –20 | Argentinië –20 | Argentinië –20 |
| ----------------------- | -------------- | -------------- | -------------- | -------------- | -------------- | -------------- |
| WK voetbal –20          | 1x             | 2007           |                |                |                |                |
| Argentinië –23          |                |                |                |                |                |                |
| Olympisch kampioenschap | 1x             | 2008           |                |                |                |                |
| Argentinië              |                |                |                |                |                |                |
| WK voetbal              |                |                | 1x             | 2014           |                |                |
| Copa América            |                |                | 2x             | 2015, 2016     |                |                |